# 杜荀鹤

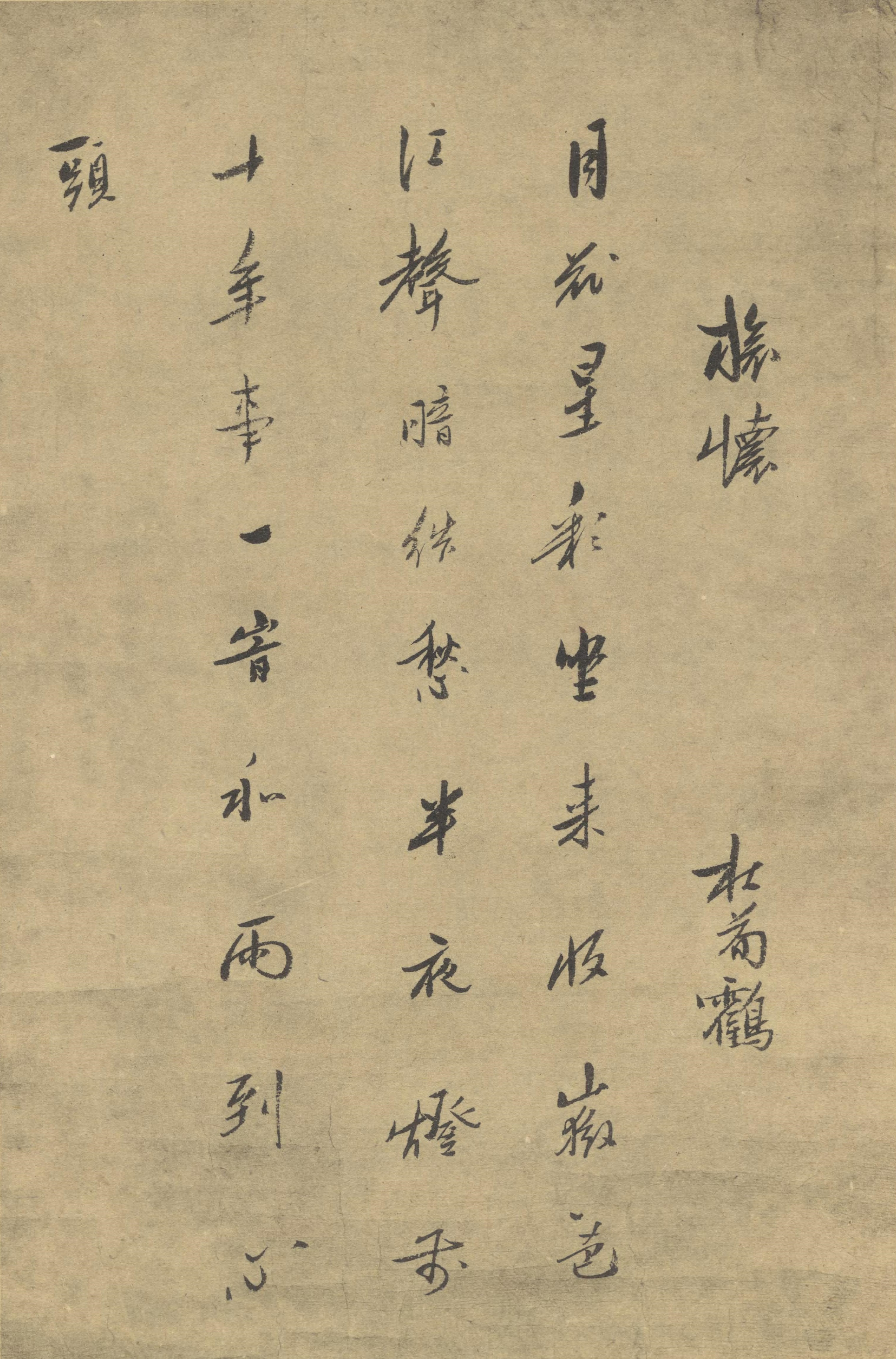
杜荀鶴作〈旅舍遇雨〉（紙本墨書後光明天皇宸翰）

杜荀鹤（846年—904年），字彦之，号九华山人，池州石埭（今安徽省石台县贡溪乡杜村）人。晚唐诗人。 

## 簡介
相傳為杜牧已出之妾所生(杜牧在會昌末年任池州刺史時，妾程氏有孕，爲杜妻所逐，後嫁長林鄉正杜筠，生荀鶴)，排行第十五，故稱杜十五。幼好学，有詩才，多次赴考不第，唐朝大順二年（891年），四十六岁才中进士，與宣武節度使朱溫有交情，據說是朱溫去向禮部進言，才得取錄為第八名。次年，即因戰亂，逃回故里，耕讀為生。後被淮南節度使楊行密的部將田頵徵召，成為田頵的幕僚。後奉田頵命，到汴梁去向朱溫結盟，朱溫與荀鹤友好，田頵被楊行密斬殺以後，朱溫又表奏荀鹤為官。荀鶴恃勢胡為，羞辱縉紳，眾怒欲殺之。
天祐元年（904年），授员外郎、知制诰，任翰林学士，不久遘“重疾，旬日而卒”。
荀鶴工於詩，清麗飄逸，有“風暖鳥聲碎，日高光鼎重”之句。也有許多關注民間疾苦的詩句，如「今來縣宰加朱紱，便是生靈血染成。」著有《唐风集》三卷，顧雲為之序，“其壯語大言，則決起逸發，可以左攬工部袂，右拍翰林肩。”。严羽《沧浪诗话·诗体》列有“杜荀鹤体”。

## 延伸阅读
[在维基数据编辑]
 在维基文库阅读此作者作品
 《舊五代史·卷24》，出自薛居正《舊五代史》